# 아에로마르
아에로마르(영어: Aeromar)는 멕시코 시티와 멕시코 전역을 연결하는 멕시코의 지역 항공사이다.

## 역사
2010년 8월 30일에서 아에로마르와 콘티넨탈 항공은 각 이동 통신사의 승객이 적립 어느 항공사에 마일리지를 허용하는 상용 고객 우대 제휴를 발표했다. 또한, 퍼스트 클래스와 비즈니스 클래스 승객은 회장 클럽 회원과 스타 얼라이언스 골드 고객은 그 당시 멕시코 시티 아에로마르의 살롱 디아 라운지에 액세스 할 수 있었다.

## 보유 기종
- 2020년 8월 기준으로 아에로마르는 다음과 같이 보유하고 있다.

## 마일리지
아에로마르는 유나이티드 항공의 모기업인 유나이티드 항공 홀딩스의 소유나 스타얼라이언스의 회원이 아니었음에도 불구하고 유나이티드 항공의 마일리지 플러스 프로그램에 참여하고 있다.